# Тильтияха
Тильтияха (устар. Тильти-Яха) — река в России, протекает в Ямало-Ненецком АО. Устье реки находится в 76 км по правому берегу реки Енъяха. Длина реки составляет 17 км. В 3 км от устья по левому берегу впадает река Тильтияхатарка.

## Данные водного реестра
По данным государственного водного реестра России относится к Нижнеобскому бассейновому округу, водохозяйственный участок реки — Пур. Речной бассейн реки — Пур.
Код объекта в государственном водном реестре — 15040000112115300063122.